# خط عرض 33° جنوب
خط عرض 33° جنوب هي إحدى دوائر العرض الجغرافية، وهي دوائر وهمية تحيط بالكرة الأرضية، وموازية لخط الاستواء، وتتميز هذه الدائرة بأن الأراضي الواقعة عليها تنتمي للمنطقة المعتدلة الدفيئة.

## حول العالم
خط عرض 33° جنوب يبدأ من خط الزوال الأولي ويتجه شرقا ويمر عبر:
| الإحداثيات                           | البلد أو الإقليم أو البحر | ملاحظات |
| ------------------------------------ | ------------------------- | --- |
| 33°0′S 0°0′E / 33.000°S 0.000°E      | المحيط الأطلسي            | |
| 33°0′S 17°52′E / 33.000°S 17.867°E   | جنوب إفريقيا              | كيب الغربية كيب الشرقية |
| 33°0′S 27°57′E / 33.000°S 27.950°E   | المحيط الهندي             | |
| 33°0′S 115°40′E / 33.000°S 115.667°E | أستراليا                  | أستراليا الغربية |
| 33°0′S 124°17′E / 33.000°S 124.283°E | المحيط الهندي             | الخليج الأسترالي العظيم |
| 33°0′S 134°12′E / 33.000°S 134.200°E | أستراليا                  | جنوب أستراليا نيوساوث ويلز |
| 33°0′S 151°44′E / 33.000°S 151.733°E | المحيط الهادئ             | |
| 33°0′S 71°34′W / 33.000°S 71.567°W   | تشيلي                     | إقليم فالبارايسو – مرورا عبر فينيا ديل مار (في 33°0′0″S 71°32′30″W / 33.00000°S 71.54167°W) إقليم سانتياغو متروبوليتان Valparaíso Region |
| 33°0′S 70°1′W / 33.000°S 70.017°W    | الأرجنتين                 | محافظة مندوزا سان لويس (محافظة) قرطبة (محافظة) سانتا في (محافظة) إنتري ريوس (محافظة)                                                     |
| 33°0′S 58°5′W / 33.000°S 58.083°W    | الأوروغواي                | |
| 33°0′S 53°21′W / 33.000°S 53.350°W   | البرازيل                  | ريو غراندي دو سول |
| 33°0′S 52°34′W / 33.000°S 52.567°W   | المحيط الأطلسي            | |